# Иттихат (деревня)
Иттихат (баш. Иттихат) — деревня в Бижбулякском районе Республики Башкортостан Российской Федерации. Входит в состав Калининского сельсовета. Проживают татары.
С 2005 — современный статус.

## История
Название происходит от арабского иттихад ‘объединение, союз’. 
Статус деревня, сельского населённого пункта, посёлок получил согласно Закону Республики Башкортостан от 20 июля 2005 года N 211-з «О внесении изменений в административно-территориальное устройство Республики Башкортостан в связи с образованием, объединением, упразднением и изменением статуса населенных пунктов, переносом административных центров», ст.1:

6. Изменить статус следующих населенных пунктов, установив тип поселения - деревня:
 
5)  в Бижбулякском районе:…

л) поселка Иттихат Калининского сельсовета

## География

### Географическое положение
Расстояние до:
- районного центра (Бижбуляк): 25 км,
- центра сельсовета (Усак-Кичу): 1 км,
- ближайшей ж/д станции (Аксёново): 21 км.

## Население
| 2002 | 2009 | 2010 | 2016 |
| ---- | ---- | ---- | ---- |
| 340  | ↘322 | ↘284 | ↗291 |

Национальный состав
Согласно переписи 2002 года, преобладающая национальность — татары (84 %).

## Религия
В деревне есть мечеть «Минсылу».